# Антикапитализм
Антикапитали́зм — широкий спектр движений, идей и подходов, которые выступают против капитализма и его разновидностей.
Антикапиталисты, в строгом смысле этого слова, это те, кто хотят полностью заменить капитализм какой-то другой экономической системой, обычно формой социализма, коммунизма и так далее.

## Социализм
Социализм защищает общественную или прямую собственность рабочих и управление средствами производства и распределения ресурсов, а также общество, характеризующееся равным доступом к ресурсам для всех людей с равноправным методом компенсации:
1. Теория или политика социальной организации, которая нацелена на или защищает право собственности и демократический контроль над средствами производства, работниками или обществом в целом, и их управление или распределение в интересах всех.
2. Социалисты выступают за кооперативную/общественную экономику, или за командную-плановую экономику, с демократическим контролем народа над государством, хотя были некоторые недемократические философии. «Государственная» или «рабочая кооперативная» собственность в корне противоречит «частной» собственности на средства производства, что является определяющей чертой капитализма. Большинство социалистов утверждают, что капитализм несправедливо концентрирует власть, богатство и прибыль среди небольшого сегмента общества, который контролирует капитал и получает его богатство посредством эксплуатации.

Социалисты утверждают, что накопление капитала порождает отходы в результате экстернализаций, которые требуют дорогостоящих корректирующих мер регулирования. Они также указывают на то, что этот процесс порождает расточительные отрасли и практики, которые существуют только для того, чтобы генерировать достаточный спрос на продукты, продаваемые с прибылью (например, реклама под высоким давлением); тем самым создавая, а не удовлетворяя экономический спрос.

### Анархизм и либертарный социализм
Влиятельный немецкий философ и анархист-индивидуалист Макс Штирнер писал: «Частная собственность живет по милости закона. Только в законе находит она защиту ... то, чем я владею, становится «моим» только после согласия и соизволения закона». Другими словами, частная собственность существует чисто «благодаря защите государства, его милости». Штирнер утверждал, что ««Доброму буржуа» совершенно безразлично, кто защищает его и его принципы, – абсолютный или конституционный король, республика и т.д., главное, чтобы была защита. Но каков же этот принцип, защитника которого они постоянно будут «любить»? Конечно, не принцип труда, также и не знатности рода. Они – сторонники посредственности, золотой середины: немного знатности и немножко работы, то есть приносящая проценты собственность.
Французский анархист Пьер-Жозеф Прудон выступил против правительственной привилегии, которая защищает интересы капиталистов, банкиров и землевладельцев, а также от накопления или приобретения собственности (и любой формы принуждения, которая привела к этому), которая, по его мнению, препятствует конкуренции и держит богатство в руках несколько. Испанский индивидуалистический анархист Мигель Хименес Игуалада писал, что «капитализм [как] эффект правительства; исчезновение правительства означает, что капитализм головокружительно выпадает из пьедестала ... То, что мы называем капитализмом, является не чем-то другим, а продуктом государства, в рамках которого единственное, что продвигается вперед, - это прибыль, хорошая или плохо приобретенная. Таким образом, борьба с капитализмом является бессмысленной задачей, поскольку будь то государственный капитализм или предпринимательский капитализм, пока существует правительство, эксплуатация капитала будет существовать. Осознанная борьба идет против государства.»

### Марксизм
Карл Маркс рассматривал капитализм как историческую стадию, которая, хоть и лучшая замена феодализму, но в конечном итоге застраивается и монополизируется, из-за чего её сменяет коммунизм. капитализм является не чем иным, как необходимой ступенькой для развития человеческой цивилизации, которая путём политической революции (сменой общественно-экономического устройства) станет бесклассовым обществом. Марксисты определяют капитал как «социальную, экономическую связь» между людьми (а не между людьми и вещами): основа экономического принуждения к труду декларативно свободных с объёмом результатов их труда; показывают, что частная собственность на средства производства обогащает капиталистов (владельцев капитала) за счет рабочих («богатые становятся богаче, а бедные становятся беднее»). Владельцы средств производства присваивают большую часть результатов труда, эксплуатируя рабочую силу, труд которой при капитализме предельно обобществлён: современные производственные процессы обеспечиваются совместной работой огромного числа трудящихся (ТНК, глобализм), которые при этом отчуждены от результатов своего труда частной собственностью на средства производства. Капитал, имея свойство самоувеличиваться, концентрируется у всё меньшей части буржуазии: растёт расслоение общества по достатку; обнищание рабочего класса создаёт социальные условия для революции — смены политической власти класса буржуазии на власть рабочего класса, которая обеспечит переход от частной собственности на средства производства — на общественную для справедливого распределения результатов труда общества на благо всех членов общества. Частная собственность на средства производства и распределения рассматривается как зависимость эксплуатируемых классов от правящего (крупной буржуазии) и, в конечном счёте, является источником ограничения человеческой свободы.

## Бартер
Бартер — это система обмена, в которой товары или услуги обмениваются непосредственно на другие товары или услуги без использования средств обмена, таких как деньги. Он отличается от экономики подарков во многих отношениях; одним из них является то, что взаимный обмен происходит немедленно и не задерживается во времени. Как правило, он двусторонний, но может быть многосторонним (то есть опосредованным через бартерные организации), и в большинстве развитых стран, как правило, существует лишь параллельно с валютными системами в очень ограниченной степени. Бартер, в качестве замены денег в качестве метода обмена, используется во время валютного кризиса, например, когда валюта может быть нестабильной (например, гиперинфляция или дефляционная спираль) или просто недоступна для ведения торговли. Бартер можно рассматривать как социальную отправную точку для антикапиталистической системы, отрицающей необходимость средств обмена.

## Наёмное рабство
Заработная плата рабства относится к ситуации, когда средства к существованию человека зависит от заработной платы, особенно когда зависимость является полной и непосредственной. Это уничижительный термин, используемый для того, чтобы провести аналогию между рабством и наемным трудом, сосредоточив внимание на сходстве между владением и арендой человека.
Термин «рабство наёмного труда» использовался для критики эксплуатации труда и социального расслоения, причем первый вид рассматривался главным образом как неравная сила для ведения переговоров между трудом и капиталом (особенно когда работникам выплачивается сравнительно низкая заработная плата, например, в потогонных мастерских), а второй — как недостаток самоуправления работников, выбора работы и отдыха в экономике. Критика социальной стратификации охватывает более широкий спектр вариантов занятости, связанных с давлением иерархического общества на выполнение иначе невыполненной работы, которая лишает людей их «видового характера» не только под угрозой голода или бедности, но также и социальной стигмы и статуса убывание. Некоторые левоцентристские и леворадикальные активисты утверждали, что экономика современных Соединенных Штатов представляет собой более мягкую форму наемного рабства, в которой условия не шлифуют, но тем не менее не способствуют индивидуальному экономическому прогрессу.

## История понятия
Антикапиталистические идеи развивались одновременно с ростом капиталистической системы.
Антикапитализм получил стремительное развитие в середине 19-го века, а именно после кризиса 1857 года. После кризиса было основано «Международное товарищество трудящихся», которое активно поддерживало идеи по борьбе рабочих за свои права.
В 1871 году, после поражения во французской революции, произошел раскол между марксистами и анархистами, вокруг методов противодействия капитализму: марксисты считали необходимым участвовать в выборах, в то время как анархисты считали, что участие в выборах ничего не даст.

## Антикапитализм сегодня
Сегодня антикапитализм делится на четыре основные направления:
- Марксисты (коммунисты и революционные социалисты), участвующие в выборах либо пытающиеся революцией занять высокие должности в государственном аппарате.
- Радикальные экологи и антиглобалисты, которые также могут выдвигать свои кандидатуры на выборах.
- Анархисты, которые отказываются участвовать в выборах и вообще системной политике.
- Приверженцы ресурсо-ориентированной экономики.

## Идеологии и антикапитализм

### Коммунизм
Коммунизм считает, что право частной собственности порождает неравенство людей, и разделяет людей на пролетариат (не владеющие средствами производства, живут за счёт зарплаты от буржуазии или же незаконных способов обогащения) и буржуазию (владеют средствами производства и получают от него большую часть денег). Строительство социализма в коммунизме начинается с рабочей революции, установления диктатуры пролетариата и ликвидации частной собственности на производство (она переходит государству, таким образом государство стает монополистом во всех экономических сферах). Однако для достижения полноценного коммунизма предлагается мировая революция во всех странах мира, создание мирового правительства и полное устранение капитализма на Земле. Примером устройства экономики при коммунизме является экономика СССР. Однако в некоторых странах, где правит коммунистическая партия (например, КНР), совмещены элементы капитализма и социализма.

### Анархизм
Анархисты выступают за полную отмену государства. Многие анархисты (в том числе сторонники левого анархизма, социального анархизма и коммунистического анархизма) против капитализма на том основании, что он влечет за собой социальное господство (через неравенство в распределении богатства) одних людей над другими. Некоторые формы анархизма выступают против капитализма в целом, поддерживая при этом некоторые принципы капитализма, такие как рыночность экономики, а некоторые даже частную собственность.

### Антиглобалисты
Антиглобалисты считают, что нынешняя модель глобализации сформирована под покровительством мирового капитала и ведёт за собой:
- Растущий разрыв в доходах, уровне потребления, здоровья, образования в странах «золотого миллиарда» и «третьего мира».
- Недопустимые условия для работников низкой квалификации транснациональных корпораций.
- Доминирование массовой поп-культуры, подавление свободного творчества, «стандартизация умов».
- Потребительское и хищническое отношение к природе, попытка «обхода» экологических проблем, вывоз грязных производств в страны «третьего мира».
- Господство идеологии неолиберализма в целях все большей экспансии капитала по всему миру, формирования из стран-неучастников «золотого миллиарда» сырьевых придатков так называемых «развитых стран» и т. д.

### Ислам
Ислам запрещает кредитование, в то время как ростовщичество является одним из важных аспектов капитализма. Другoe несоответствие заключается в вере в концепцию, что Аллаху принадлежит все, и это идет вразрез основам капиталистической частной собственности. Но при этом в Исламе не запрещается торговля или производство товаров с целью получения прибыли.